# Série 80 SNCB
La série 80 est une série de locomotives diesel de manœuvre de la SNCB. Elle dérive des locomotives V60 de la Deutsche Bundesbahn.

## Historique
- Après la Seconde Guerre mondiale, les moyens de traction à la SNCB sont composés d'une majorité de locomotives à vapeur ayant survécu au conflit. Contrairement à la première guerre mondiale, peu de matériel est rétrocédé par l'occupant au titre de dommage de guerre. La Belgique a toutefois conservé trois locotracteurs diesel de type V36, et il apparait que les productions de l'industrie allemande conviennent parfaitement aux besoins. C'est donc du modèle le plus récent, le V60 (future BR260) que sera dérivée la série 80.

- Deux constructeurs Belges sont sollicités : la Brugeoise et Nivelles (qui a depuis été acquis par le groupe canadien Bombardier Transport), et les Ateliers Belges Réunis. Les premiers exemplaires sont livrés en 1960.

- Fin des années 1990, la SNCB doit prévoir le remplacement de nombreuses séries de locomotives diesel de ligne et de manœuvre livrées entre 1955 et 1965. L'électrification de la plupart des lignes, et la diminution importante du trafic diffus, et donc des tâches de triage motivent la SNCB à choisir un matériel polyvalent. Un long processus de marché public attribuera à Siemens la livraison de la série 77. Leur livraison au début des années 2000 induira la mise en disponibilité des série 80 en 2002. Elles sont alors mises en parc sur une voie de l'atelier de Schaerbeek.

- À noter que les séries remplacentes de ces machines (Hlr 82 et 73) subiront le même sort quelques années plus tard; Ainsi, les dernières machines à bielles sont retirées du service en février 2010 et remplacées par les Hld77.

## Utilisation
- La série sera majoritairement active aux alentours de Bruxelles, que ce soit pour les dessertes marchandises locales, le triage à Schaerbeek ou la manœuvre des rames voyageurs depuis (et vers) les faisceaux de Forest et Schaerbeek.

- Après leur remplacement par des locotracteurs de la série 82 (libérés de leur service Anversois par l'arrivée des série 77), trois machines sont utilisées pour les manœuvres à l'atelier Central de Salzinnes. Deux autres le sont à Schaerbeek. Enfin, les associations de préservations Patrimoine Ferroviaire Touristique et Stoomcentrum Maldegem feront chacune l'acquisition d'un exemplaire de la série.

## Engins préservés
Plusieurs machines sont préservées par des chemins de fer touristiques : l'ex 8040 au Stoomcentrum Maldegem, l'ex 8061 au Patrimoine Ferroviaire et Tourisme à Saint-Ghislain, l'ex 8062 au Museumseisenbahn Küstenbahn Ostfriesland en Allemagne (repeinte en livrée historique allemande et numérotée V60.062). La division Patrimoine de la SNCB dispose toujours d'un engin conservé à Schaerbeek, alors qu'un particulier expose la 8051 devant son entreprise à Oostmalle. Deux engins furent acquis par les carrières CUP à Lessines et repeintes en bleu : les 8020 et 8034 (renumérotées RT 80.01 et RT 80.02). 

## Liens
- HLZ 80 sur BelRail
- la locomotive 80 sur foudurail